# Днепропетровский областной совет
Днепропетровский областной совет (укр. Дніпропетровська обласна рада) — орган местного самоуправления, который представляет общие интересы жителей сёл, посёлков, городов Днепропетровской области.

## Характеристика

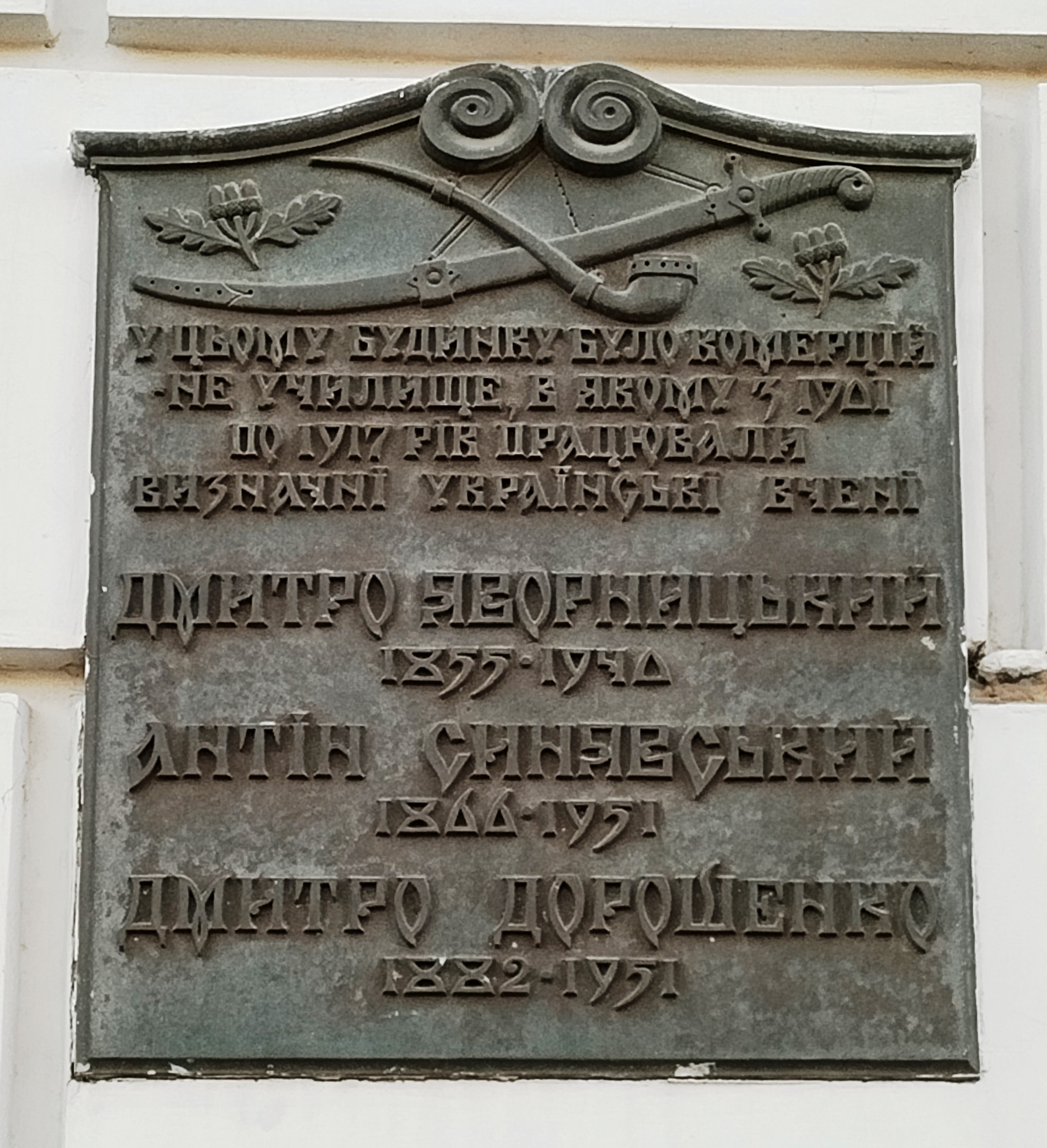
Памятная доска на здании Днепропетровского областного совета

Областной совет состоит из депутатов, избирается жителями Днепропетровской области сроком на пять лет. Совет избирает постоянные и временные комиссии. Областной совет проводит свою работу сессионно. Сессия состоит из пленарных заседаний и заседаний её постоянных комиссий.
Днепропетровский областной совет VI созыва имел в своём составе 140 депутатов, в V — 100 депутатов.
По результатам выборов 25 октября 2015 года состав принципиально изменился. Крупнейшей фракцией является «Оппозиционный блок» (по состоянию на 2018 год — 44 депутата, 37 % голосов), далее следует УКРОП (по состоянию на 2018 год — 25 депутатов), «Европейская солидарность» (14), «Возрождение» (10), «Батькивщина» (9), «Самопомощь» (8), «Радикальная партия Олега Ляшко» (7), 2 внефракционных депутата. При этом председателем является представитель «Европейской солидарности», его первым заместителем представитель «Возрождения», а заместителем — «Батькивщины». «Оппозиционный блок», несмотря на то, что является крупнейшей фракцией, не имеет представителя в руководстве совета, имеет лишь одного представителя в Президиуме (состоящем из 26 членов), по одному члену в каждой из 16 комиссий.
По результатам выборов в 2020 году крупнейшими фракциями стали «Слуга народа» и «Оппозиционная платформа — За жизнь».

## Состав
| Партия                                | Количество депутатов |
| ------------------------------------- | -------------------- |
| Слуга народа                          | 30                   |
| Оппозиционная платформа — За жизнь    | 27                   |
| Пропозиция                            | 17                   |
| Блок Вилкула «Украинская перспектива» | 16                   |
| Европейская солидарность              | 13                   |
| Гражданская сила                      | 9                    |
| Батькивщина                           | 8                    |

### Состав предыдущих созывов

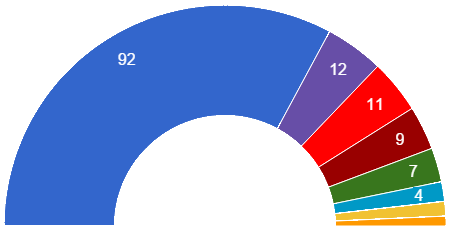
Состав Днепропетровского областного совета VI созыва (до 2015 года):
Партия регионов
Сильная Украина
КПУ
Батькивщина
Фронт перемен
Украина будущего
Народная партия (3)
Громада (2)

| Партия                         | Количество депутатов |
| ------------------------------ | -------------------- |
| Оппозиционный блок             | 46                   |
| УКРОП                          | 25                   |
| Европейская солидарность       | 14                   |
| Возрождение                    | 10                   |
| Батькивщина                    | 9                    |
| Радикальная партия Олега Ляшко | 8                    |
| Самопомощь                     | 8                    |

| Партия                          | Количество депутатов |
| ------------------------------- | -------------------- |
| Партия регионов                 | 92                   |
| Сильная Украина                 | 12                   |
| Коммунистическая партия Украины | 11                   |
| Фронт перемен                   | 7                    |
| Украина будущего                | 4                    |
| Народная партия                 | 2                    |
| Громада                         | 2                    |

| Партия                                     | Количество депутатов |
| ------------------------------------------ | -------------------- |
| Партия регионов                            | 39                   |
| Блок Юлии Тимошенко                        | 18                   |
| Блок Лазаренко                             | 17                   |
| Наша Украина                               | 9                    |
| Коммунистическая партия Украины            | 7                    |
| Блок Наталии Витренко «Народная оппозиция» | 5                    |
| Блок Литвина                               | 5                    |

## Список председателей Днепропетровского областного совета
| Фото | Имя                                                       | Годы жизни | Начало срока    | Конец срока     | Примечания |
| ---- | --------------------------------------------------------- | ---------- | --------------- | --------------- | ---------- |
|      | Николай Кузьмич Задоя Микола Кузьмич Задоя                | р. 1938    | апрель 1990     | 5 марта 1992    |            |
|      | Виктор Васильевич Богатырь Віктор Васильович Богатир      | 1936—2014  | апрель 1993     | июнь 1994       |            |
|      | Павел Иванович Лазаренко Павло Іванович Лазаренко         | р. 1953    | 26 июня 1994    | 14 мая 1998     |            |
|      | Эдуард Владиславович Дубинин Едуард Владиславович Дубінін | 1945—2012  | 16 мая 1998     | апрель 2002     |            |
|      | Галина Ильинична Булавка Галина Іллівна Булавка           | р. 1953    | 16 мая 2002     | 13 декабря 2004 |            |
|      | Николай Антонович Швец Микола Антонович Швець             | р. 1955    | 13 декабря 2004 | август 2006     |            |
|      | Юрий Григорьевич Вилкул Юрій Григорович Вілкул            | р. 1949    | август 2006     | июнь 2010       |            |
|      | Евгений Григорьевич Удод Євген Григорович Удод            | р. 1973    | июнь 2010       | декабрь 2015    |            |
|      | Пригунов, Глеб Александрович                              | р. 1974    | декабрь 2015    | ноябрь 2019     |            |
|      | Олейник, Святослав Васильевич                             | р.1975     | ноябрь 2019     | декабрь 2020    |            |
|      | Лукашук, Николай Васильевич                               | р. 1980    | декабрь 2020    |                 |            |